# Piotr Samiec-Talar
Piotr Sławomir Samiec-Talar (ur. 2 listopada 2001 w Środzie Śląskiej) – polski piłkarz grający na pozycji napastnika, od 2017 roku zawodnik Śląska Wrocław.

## Życiorys
Syn Sławomira, zawodnika m.in. Siarki Tarnobrzeg, Polaru Wrocław i Śląska Wrocław. Piłkarską karierę rozpoczynał jako junior Polonii Środa Śląska, a w 2017 roku przeszedł do juniorów Śląska Wrocław, gdzie początkowo występował w Centralnej Lidze Juniorów. W 2018 roku został włączony do pierwszej drużyny. 7 września 2018 roku rozegrał jedyny mecz w reprezentacji U-18, wygrany 1:0 z Macedonią. W Ekstraklasie zadebiutował 26 października 2018 roku w wygranym 5:0 meczu Śląska Wrocław z Miedzią Legnica. W rundzie wiosennej sezonu 2020/2021 grał na wypożyczeniu w pierwszoligowym Widzewie Łódź, a rundę jesienną sezonu 2021/2022 spędził na wypożyczeniu w również pierwszoligowym GKS Katowice. 23 października 2022 w zremisowanym 2:2 meczu z Jagiellonią Białystok zdobył swoją pierwszą bramkę w Ekstraklasie (była to jego jedyna bramka w pierwszej drużynie w sezonie 2022/2023). 

## Statystyki ligowe
| Sezon         | Klub             | Liga        | Mecze | Gole |
| ------------- | ---------------- | ----------- | ----- | ---- |
| 2018/2019     | Śląsk Wrocław    | Ekstraklasa | 1     | 0    |
| 2019/2020     | Śląsk Wrocław    | Ekstraklasa | 11    | 0    |
| 2020/2021 (j) | Śląsk Wrocław    | Ekstraklasa | 8     | 0    |
| 2020/2021 (w) | Widzew Łódź      | I liga      | 17    | 1    |
| 2021/2022 (j) | GKS Katowice     | I liga      | 11    | 0    |
| 2021/2022 (w) | Śląsk II Wrocław | II liga     | 13    | 4    |
| 2022/2023     | Śląsk Wrocław    | Ekstraklasa | 19    | 1    |
| 2023/2024     | Śląsk Wrocław    | Ekstraklasa | 31    | 7    |